# Lý Thái Tông
Lý Thái Tông nom de naissance Lý Phật Mã, né le 29 juillet 1000 à Hoa Lư District au Viêt Nam et mort le 3 novembre 1054 à Trường Xuân, Viêt Nam), est Empereur du Đại Cồ Việt de 1028 à 1054 et le deuxième représentant de la dynastie Lý.
Lý Thái Tông est le fils de Lý Thái Tổ, le premier souverain légendaire de la dynastie des Lý qui en 1010 a transféré la Capitale de Thăng Long sur l'emplacement actuel de Hanoi. 
Lý Thái Tông est le père de Lý Thánh Tông (1028-1054) le troisième souverain de la dynastie des Lý qui fonde le Đại Việt sur les bases du Đại Cồ Việt.

## Biographie
À la mort de son père Lý Thái Tổ en 1028, Lý Thái Tông lui succède sur le trône du Đại Cồ Việt et doit faire face à des rébellions menées par certains de ses frères.
Pendant son règne, il a construit l'infrastructure bureaucratique de base pour la dynastie et a été considéré comme un grand souverain de l'histoire vietnamienne.
Au début de son règne, Thái Tông se basait principalement sur les conseillers de son père qui lui restaient. Ensemble, ils ont écrasé une rébellion menée par deux de ses frères pour contester son trône. Plus tard, il a personnellement dirigé une armée pour vaincre encore un autre frère.
Lorsque son règne est devenu plus stable et sûr, Thái Tông a commencé à montrer son style non conventionnel de gouverner. En effet, il a promu une de ses concubines préférées à un statut royal. Il a rejeté les conseils de ses fonctionnaires et labouré la terre lui-même lors de la cérémonie des labours.

### Réforme du Gouvernement
En 1039, Thái Tông a eu une discussion sérieuse avec ses officiels quant à savoir si un bon gouvernement dépendait d'un leadership personnel ou d'une organisation étatique sophistiqué. En fin de compte, il a accepté l'avis de ses fonctionnaires et a commencé à réformer le gouvernement pour avoir un système organisé.

L'une de ces réformes était de réorganiser la famille royale et d'en faire une organisation parallèle au gouvernement, un système bureaucratique.

Une autre réforme majeure a été la publication d'une nouvelle législation propre aux Ly, celle-ci a remplacé l'ancienne législation qui était trop inspirée voire empruntée à la dynastie Tang en Chine. La réforme de la loi sera poursuivie par son fils Ly Thanh Tông qui travaillera avec acharnement sur un nouveau code pénal.

### Invasion duroyaume de Champā
En 1044, Thái Tông avec son armée a envahi Champa. La guerre a été gagnée et le roi Champa, Jaya Simhavarman II , a été tué. Le montant du butin était considérable 

### Retraite, succession
À partir d'environ 1049 Thái Tông commença à se retirer du gouvernement et même des affaires du monde. Il s'orienta progressivement à chercher des réponses au travers de la religion. 
Il décède en 1054 et quelques mois avant sa mort, il avait déjà transféré le pouvoir à son fils déjà très éclairé Lý Nhật Tôn (Ly Thanh Tông). 
La succession qu'il avait organisée s'est avérée beaucoup plus fluide que celle à laquelle il avait été confronté en 1028 avec la rébellion de ses frères. Il a ainsi démontré ses qualités d'organisateur et a prouvé le succès de la réforme institutionnelle de Thái Tông que son fils continuera.